# Simon Carmiggeltbrug
De Simon Carmiggeltbrug is een loopbrug in Amsterdam-Centrum.
De brug verbindt de Oosterdokskade met in dit geval de drijvende steigers waaraan dan weer het in het Oosterdok drijvende Chinees restaurant Sea Palace, ligt. Om wisselingen in het waterpeil te kunnen opvangen heeft de brug in de kademuur een scharnierpunt. De donkergrijze stalen brug eindigt op de steiger met een trappetje en steunt op wieltjes. De naam van de brug is geïntegreerd in het ontwerp van de brug. Hierdoor werd de brug al snel informeel de Simon Carmiggeltbrug genoemd. Pas na een paar maanden werd dit ook de officiële naam.
De brug is vernoemd naar schrijver Simon Carmiggelt, die veelvuldig over het leven van de gemiddelde Amsterdammer schreef. Opvallend aan de vernoeming is, dat op nog geen 25 meter ten noordwesten van de brug de Simon Carmiggeltstraat is gelegen. De Odebrug, op 150 meter westelijk, heeft een citaat van Carmiggelt: "Amsterdam is een heerlijke stad om te verlaten en ààn te komen". Door deze brug loopt een leiding, deels voor nutsvoorzieningen voor Sea Palace (zie foto).